# Chalcopsitta duivenbodei
Il lori bruno (Chalcopsitta duivenbodei Dubois, 1884) è un uccello della famiglia degli Psittaculidi.

## Descrizione
Colore generale bruno olivaceo, taglia attorno ai 31 cm, maschera facciale gialla sfumata in verdognolo più o meno accentuata a seconda dei soggetti; spalline e cosce gialle, groppone violetto, soffusioni giallastre sul petto e nella parte ventrale, più o meno visibili a seconda dei soggetti. Becco e zampe neri, iride rossa e anello perioftalmico scuro. I soggetti giovani hanno colorazione più pallida e coda più corta degli adulti, oltre all'anello perioftalmico chiaro. Si presenta in due sottospecie, il C. d. duivenbodei (sottospecie nominale, diffusa in un areale maggiore) e il C. d. syringanuchalis (dall'aspetto generale più scuro e localizzato in popolazioni separate dalla sottospecie nominale).

## Distribuzione e habitat
Nella parte nord-occidentale della Nuova Guinea, in un areale più vasto troviamo la sottospecie nominale; la sottospecie invece è localizzata in un areale più ridotto, nella zona a nord-est. Poco studiato in natura, poco diffuso in cattività, dove però le poche coppie presenti si riproducono con una certa regolarità.

## Biologia
Vive in coppie isolate o in piccoli gruppi di 8 individui al massimo, nella foresta costiera nel nord della Nuova Guinea, fino ai 200 metri di quota (Rand e Gilliard 1967). Il periodo riproduttivo inizia a fine marzo-inizio aprile; la coppia sceglie un albero cavo e, nella parte più lontana e protetta rispetto al foro d'entrata, allestisce una camera di cova abbastanza rustica ma adatta allo scopo.